# Scorpa SY
La SY è una motocicletta prodotta dalla Scorpa a partire dal 2005 per partecipare ai mondiali di trial e con qualche aggiustamento (versione Long Ride, nella cilindrata 250 2T e 4T) usata per il motoalpinismo.

## Descrizione
La moto ha una mascherina molto semplice, caratterizzata da un proiettore rettangolare molto schiacciato, il telaio a seconda della moto può essere o un monotrave sdoppiato in alluminio, con monoculla o biculla (solo per i modelli raffreddati a liquido), oppure avere un telaio misto tubi e piastre (solo la 250 4T).
La moto è disponibile anche nella versione da motoalpinismo (Long ride), con serbatoio maggiorato.

## Cilindrate
Prodotta inizialmente e per i primi anni anche nelle cilindrate:
- 125 cm³ prodotta dal 2005 fino al 2008, nel 2010 viene riproposta leggermente aggiornata con la sigla SY 125 FR
- 175 cm³ prodotta dal 2005 fino al 2007
- 200 cm³ prodotta per il solo 2008
- 250 cm³ prodotta dal 2005 fino al 2010, equipaggiata con propulsori Yamaha sia a 2 che a 4 tempi, questi ultimi caratterizzati dall'aggiunta della lettera F